# Борисовский мост (Тверская область)
Бори́совский мост (Тростинский мост) — автодорожный мост через реку Волгу, расположенный в Селижаровском районе Тверской области на автодороге «„Осташков-Ржев“ — Борисово» между деревнями Тростино и Борисово.
Был создан в рамках работы над Ржевским гидроузлом в соответствии с постановлением Совета Министров СССР от 21 декабря 1982 № 1110 «О строительстве Ржевского гидроузла на реке Волге для водоснабжения г. Москвы».
Все мосты этого проекта имели увеличенную высоту, чтобы обеспечить проход судов под этими мостами
Во время строительства объект имел название «Мост через реку Волга у деревни Борисово», проектировщиком выступил «Гипрокоммундортранс», строителем стал Мостоотряд № 19.
Мост введён в эксплуатацию в 1994 году